# ألفرد سيلفر
ألفرد سيلفر (بالإنجليزية: Alfred Silver)‏ (13 مارس 1951، براندون في كندا)؛ كاتب مسرحي وروائي كندي.